# Мещерино (Ступинский район)
Мещерино — село в городском округе Ступино Московской области. В 2006—2017 годах входило в состав Аксиньинского сельского поселения, а до 2006 года — в Мещеринский сельский округ. Мещерино связано автобусным сообщением с Москвой и соседними населёнными пунктами. В Мещерино на 2015 год 14 улиц и 4 садовых товарищества. Также к селу относится расположенная в 2,5 км юго-западнее территория Мещерино-1 — военный городок бывшей в/ч 86646.

## География
Мещерино расположено в северо-восточной части района, на левом берегу реки Северка, у внутренней стороны Московского большого кольца, высота центра села над уровнем моря — 119 м. Ближайшие населённые пункты: на другом берегу реки Боброво, в 1 км на юг Новоселки и в 1,5 км на восток — Федоровское.

## История
В селе с XVI века находилась усадьба Шереметевых «Мещерино (Мещериново)», перешедшая в XIX веке купцам Ермаковым (Ф. Я. Ермаков), от которой сохранилась только Церковь Рождества Пресвятой Богородицы постройки конца XVII века, памятник архитектуры федерального значения. До 1929 года Мещерино было центром Мещеринской волости Коломенского уезда.

## Население
| 2002 | 2006  | 2010  |
| ---- | ----- | ----- |
| 4242 | ↗5206 | ↘3923 |

### Известные люди
- Платошкин, Николай Николаевич (род. 1965) — российский дипломат, политолог и историк. Родился в Мещерино.